# Lars Pettersson (żużlowiec)
Lars Pettersson – szwedzki żużlowiec.
Srebrny medalista indywidualnych mistrzostw Szwecji (Göteborg 1956). Dwukrotny medalista drużynowych mistrzostw Szwecji: srebrny (1953) oraz brązowy (1954).
Reprezentant Szwecji na arenie międzynarodowej. Wielokrotny uczestnik eliminacji indywidualnych mistrzostw świata (najlepszy wynik: Oslo 1957 – XI miejsce w finale skandynawskim).
W lidze szwedzkiej reprezentant klubów: Vikingarna Örebro (1951–1952), Indianerna Kumla (1953–1957) oraz Filbyterna Linköping (1958).